# Joe Schmidt (NFL)
Joe Schmidt (Pittsburgh, Pensilvania; 18 de enero de 1932-Palm Beach Gardens, Florida; 11 de septiembre de 2024) fue un jugador y entrenador estadounidense de fútbol americano de los que jugó trece temporadas en la NFL con los Detroit Lions, fue campeón de la NFL en dos ocasiones y jugó diez ocasiones en el Pro Bowl.

## Biografía
Schmidt nació en Pittsburgh en 1932 y creció en el barrio de Brentwood. Schmidt era el menor de cuatro hermanos. Dos de sus hermanos murieron siendo aún niño, uno tras caerse de un árbol y el otro mientras servía en el ejército en junio de 1944. Su padre falleció en febrero de 1945. Otro hermano jugó fútbol americano en Carnegie Tech y reclutó a Joe para jugar fútbol americano semiprofesional a los 14 años. Posteriormente se matriculó en la escuela secundaria de Brentwood y jugó al fútbol americano.

## Carrera

### Universitario
A nivel universitario jugó con los Pittsburgh Panthers de 1950 a 1952 donde tristemente la universidad terminó con marca perdedora en sus dos primeras temporadas. En la temporada de 1952 el equipo terminó con récord de 6–3, incluyendo victorias ante Ohio State, Notre Dame y Army. Como resultado, Schmidt fue seleccionado en el primer equipo All-American por International News Service. También fue seleccionado para jugar en el Senior Bowl.

### Profesional
Schmidt fue seleccionado por los Detroit Lions en la séptima ronda (85° global) en el Draft de la NFL de 1953. Fue parte del equipo que salió campeón en 1952  y lideró la NFL en puntos de la defensa. Los Lions y Schmidt tenían dudas del potencial del Schmidt al ser seleccionado en la séptima ronda aunque al final lideró la mejor defensa de la NFL. Pero Schmidt tuvo buen nivel en la pretemporada, tanto así como para formar parte del roster. En su primer partido en 1953 ayudó a los Lions a vencer 38–21 a los Pittsburgh Steelers; donde solo le permitieron a los Steelers a correr para apenas 96 yardas. Schmidt jugó en los 12 partidos de temporada regular donde interceptó dos pases y lideró la defensa de los Lions al juego de campeonato con la segunda mejor defensa permitiendo puntos.
Schmidt en 1954 jugó en los 12 partidos de temporada regular, en la que los Lions tuvieron récord de 9–2–1 y ganó la NFC Western Division, pero perdió ante los Cleveland Browns en el juego de campeonato de 1954 a pesar de que Schmidt interceptó un pase a Otto Graham. Al finalizar la temporada 1954, Schmidt fue seleccionado por Associated Press (AP) al primer equipo All-Pro y por United Press (UP) al segundo equipo All-Pro. También fue seleccionado al Pro Bowl, su primera de 10 apariciones consecutivas en el Pro Bowl en su carrera.
En 1955 debido a la lesión de Bobby Layne y al retiro de Les Bingaman, los Lions terminaron con récord de 3–9, además de ser la cuarta peor defensa entre 12 equipos en la NFL, pero Schmidt mantuvo su nivel jugando los 12 partidos de temporada regular con los Lions, empatando el récord de la NFL con 8 fumbles recuperados, y ganó el Trofeo Presidente de los Lions como su mejor jugador. Volvió a ser seleccionado por la Newspaper Enterprise Association (NEA) al primer equipo All-Pro y por la UP al segundo equipo All-Pro.
En agosto de 1956 Schmidt fue seleccionado como capitán de los Lions, cargo que tuvo los siguientes nueve años. cuando la NFL Players Association fue creada en 1956, Schmidt fue seleccionado por sus compañeros como el representante de la franquicia. Los Lions en esa temporada mejoraron su récord a 9–3, finalizando en segundo lugar de la División Oeste con la tercera mejor defensa de la NFL. Al finalizar la temporada Schmidt fue seleccionado en el primer equipo All-Pro por AP, UP, NEA, y The Sporting News (TSN).
Schmidt tuvo su mejor temporada en 1957. Como capitán de los Lions jugó en todos los partidos y ganó su tercer campeonato de conferencia en seis años. Schmidt interceptó dos pases en postemporada y lideró a los Lions en la victoria por 59–14 ante los Browns en el juego de campeonato. Por segunda ocasión en su carrera Schmidt fue seleccionado como el mejor jugador de los Lions. Participó en la mitad de las tackleadas de los Lions, incluyendo 80 iniciadas y 77 asistidas en 12 partidos, fue seleccionado al primer equipo All-Pro por la AP, UPI, NEA y The Sporting News, and was named the NFL Lineman of the Year in an AP poll of NFL writers.

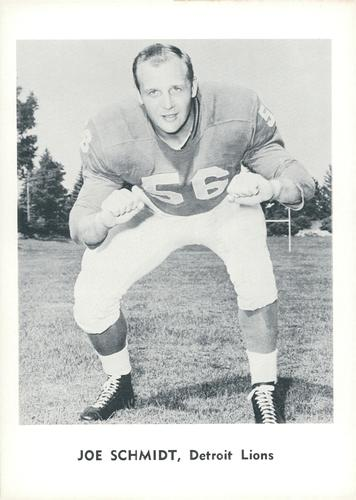
Schmidt en 1961.

Tras seis meses de servicio con la United States Army luego de terminada la temporada de 1957, Schmidt se enfocaría en iniciar la temporada de 1958, donde incrementó su salario en un 50% hasta los $18,000. A finales de julio firmaría una extensión de contrato por un año. Luego de ser campeón de la NFL en 1957, los Lions cayeron con un récord de 4–7–1 con la defensiva 7 entre 12 equipos de la NFL. A pesar del bajón de nivel del equipo, Schmidt tuvo su récord de pases interceptados en una temporada con seis en 1958. Volvería a ser seleccionado como el mejor jugador de la temporada de los Lions por tercera ocasión, volvería al Pro Bowl, y fue seleccionado al primer equipo All-Pro por AP, UPI, NEA y The Sporting News.
Los Lions continuaron cayendo en 1959 donde finalizaron con récord de 3–8–1 con la quinta peor defensa de la liga. Al finalizar la temporada Schmidt vuelve a ser seleccionado al Pro Bowl y al primer equipo All-Pro por AP, UPI, NEA y The Sporting News.
En un partido de pretemporada el 11 de septiembre de 1960 Schmidt terminó con el hombro derecho dislocado que provocó que se perdiera lod dos primeros partidos de la temporada regular. Antes de la lesión Schmidt había jugado en todos los partidos de los Lions en siete temporadas consecutivas de 1953 a 1959. Volvió a la alineación con un protector extra en su hombro derecho. En su primer partido desde la lesión el 16 de octubre, interceptó un pase donde corrió para 17 yardas y anotó su primer touchdown de su carrera en la NFL. Los Lions perdieron los primeros dos partidos de la temporada, pero con el regresó de Schmidt tuvieron récord de 7–3. En la temporada de 1960 jugó en el Pro Bowl y fue seleccionado en el primer equipo All-Pro por NEA y Sporting News. También fue elegido por los jugador de la NFL como jugador defensivo del año.
En las temporada de 1961 y 1962 Schmidt jugó en los 28 partidos de temporada regular con los Lions, donde el equipo terminó con récord de 8–5–1 y 11–3 respectivamente, terminando en segundo lugar en la NFL Western Division en ambas temporada. Por cuarta ocasión en su carrera Schmidt fue seleccionado como el mejor jugador de los Lions en 1961. En ambos años jugó en el Pro Bowl y seleccionado en el primer equipo All-Pro en 1961 por AP, UPI, NEA, y TSN y en 1962 por AP, UPI y NEA.
En abril de 1963 Schmidt junto a otros cinco jugadores de los Lions fueron implicados en un caso de apuestas por el comisionado de la NFL Pete Rozelle. Schmidt había apostado $50 en la victoria de Packers ante Giants en el juego de campeonato de 1962. Su compañero en Detroit Alex Karras fue suspendido de manera indefinida por el caso; pero Schmidt y los otros cuatro jugadores de los Lions fueron multados con $2,000  cada uno.
En 1963 Schmidt se perdió cuatro partidos por volver a dislocarse el hombre, pero pudo jugar los siguientes 10 partidos y fue seleccionado al primer equipo All-Pro por NEA. Al terminar la temporada estuvo en 10 ocasiones consecutivas en el Pro Bowl y 10 selecciones seguidas como All-Pro, cinco de ellas en el primer equipo por NEA. Los jugadores de la NFL eligieron a Schmidt como defensivo del año. Schmidt recibió un salario de $22,000 en 1963, siendo en ese momento el jugador mejor pagado del lado defensivo del club.
En 1964 Schmidt solo jugó nueve partidos. En su último partido el 9 de noviembre de 1964 se volvió a dislocar el hombro en la derrota ante los Packers. A causa de la lesión, Schmidt tuvo la intención de retirarse como jugador, pero cambión de opinión para jugar en 1965.
En 1965 fue la del retiro de Schmidt, donde jugó los 14 partidos con los Lions e interceptó cuatro pases, la segunda mayor cantidad de su carrera. En marzo de 1966 Schmidt anunció su retiro como jugador. En sus 13 años de carrera en la NFL Schmidt jugó en 155 partidos, interceptó 24 pases y recuperó 17 fumbles.

### Entrenador
| Equipo | Año   | Temporada regular | Temporada regular | Temporada regular | Temporada regular | Temporada regular | Playoffs  | Playoffs | Playoffs   | Playoffs                                          |
| Equipo | Año   | Ganados           | Perdidos          | Empatados         | % Victoria        | Pos.              | Victorias | Derrotas | % Victoria | Resultado                                         |
| ------ | ----- | ----------------- | ----------------- | ----------------- | ----------------- | ----------------- | --------- | -------- | ---------- | ------------------------------------------------- |
| DET    | 1967  | 5                 | 7                 | 2                 | .417              | 3° NFL Central    | –         | –        | –          | –                                                 |
| DET    | 1968  | 4                 | 8                 | 2                 | .333              | 4° NFL Central    | –         | –        | –          | –                                                 |
| DET    | 1969  | 9                 | 4                 | 1                 | .692              | 2° NFL Central    | –         | –        | –          | –                                                 |
| DET    | 1970  | 10                | 4                 | 0                 | .714              | 2° NFC Central    | 0         | 1        | .000       | Perdió con Dallas Cowboys en la ronda divisional. |
| DET    | 1971  | 7                 | 6                 | 1                 | .538              | 2° NFC Central    | –         | –        | –          | –                                                 |
| DET    | 1972  | 8                 | 5                 | 1                 | .607              | 2° NFC Central    | –         | –        | –          | –                                                 |
| Total  | Total | 43                | 34                | 7                 | .558              |                   | 0         | 1        | .000       |                                                   |

## Películas
Schmidt actuó como sí mismo como entrenador de los Detroit Lions en la película Paper Lion de 1968, basada en el libro de George Plimpton.